# Russisches Festungsschach
Russisches Festungsschach ist eine im 18. Jahrhundert entstandene Form des Viererschachs. Sie war bis zu Anfang des 20. Jahrhunderts in Russland verbreitet und wurde auch in Europa gespielt, etwa von Michail Tschigorin und José Raúl Capablanca. Im Jahr 1855 soll ein Londoner Schachklub bestanden haben, der besonders diese Spielvariante propagierte, dort entwickelte sich auch die von der russischen Urform etwas abweichende Spielweise.

## Aufbau des Spielfeldes
Das Spielbrett im russischen Festungsschach besteht aus 192 Feldern. Davon sind 64 Felder in der Mitte konzentriert und vier Areale zu je 2 x 8 Felder als Aufstellungsreihen an den Rändern des Zentralfeldes angeordnet. Hinzu kommen vier Festungen zur rechten Seite der einzelnen Spieler. Es handelt sich um Areale von vier mal vier Feldern, die ausschließlich über die beiden rechts außen liegenden Felder der jeweiligen Aufstellungsreihen zugänglich sind. Die Rochade erfolgt aus diesem Grund bevorzugt nach rechts, also zur Festung hin. Die Grundstellung des Festungsschachs sieht folgendermaßen aus:
Die Notation erfolgt durch Zahlen von 1 bis 16 für die waagerechten Reihen und Buchstaben von A bis Q für die senkrechten Linien (A. v. Petroff), gesehen aus der Sicht der „hellen Koalition“ (hier weiß und hellgrau).

## Figuren
Benötigt werden zwei voneinander gut zu unterscheidende Schachfigurensätze für die vier beteiligten Spieler. Zusätzlich erhält jeder Spieler außerdem je einen Läufer, Springer und Turm, die als „Reservetruppen“ in der Festung aufgestellt sind. Alle Figuren ziehen seit der allgemeinen Angleichung der Zugregeln für Schachfiguren wie im modernen Schach üblich; das gilt insbesondere für die Dame, welche im russischen Schach zu den Zugmöglichkeiten von Turm und Läufer auch die des Springers in ihr Repertoire einbezog. Die abgebildete Aufstellung der Reservefiguren in den Festungen geht auf Machatscheck zurück, nach Petroff ist sie beliebig.

## Spielregeln

### Allgemeines
Es gelten die üblichen Schachregeln, die um einige besondere Bestimmungen ergänzt werden:
- Die gegenübersitzenden Spieler sind Verbündete. Ziel des Spieles ist es, beide Könige der jeweiligen Gegner mattzusetzen.
- Das Ziehen erfolgt abwechselnd und reihum im Uhrzeigersinn, Weiß beginnt.
- Bauern und Figuren der Verbündeten dürfen einander nicht schlagen, aber überspringen (Machatscheck). Nach Petroff blockieren sie einander, z. B. wenn zwei Bauern einer Koalition einander direkt gegenüberstehen.
- Über die Festungsmauern hinweg oder direkt um die Ecken der Festungen herum darf nicht gezogen, geschlagen oder Schach geboten werden (so können sich z. B. die Turmbauern nicht gegenseitig schlagen). Das Betreten und Verlassen der Festung, das Schlagen von Figuren oder Schachgebote (in die Festung hinein oder aus der Festung heraus) können nur durch die Festungstore erfolgen.
- Der Bauer wird bei Erreichen des gegenüberliegenden Spielfeldrandes – der Offizierslinie des Verbündeten – oder beim Schlagen eines dort befindlichen Steines in eine beliebige Figur (König ausgenommen) umgewandelt. Gleiches gilt, wenn ein Bauer die Grundlinie eines Gegners erreicht.

### Spielvarianten
Es gibt zwei bekannte Spielweisen. In der westeuropäischen Variante scheidet ein mattgesetzter Verbündeter aus dem Spiel aus, sein König verbleibt jedoch auf dem Spielfeld. Gelingt es seinem Partner, das Matt aufzulösen, darf der zuvor mattgesetzte Verbündete wieder ins Spiel eingreifen.
Nach der russischen Spielweise scheidet ein mattgesetzter Verbündeter aus dem Spiel aus, sein König wird zusammen mit den dazugehörigen Figuren vom Spielfeld genommen und kann nicht wieder reaktiviert werden. Der verbleibende Partner muss von da an allein gegen die zwei Kontrahenten der Gegenpartei spielen.